# Raffinerie Collombey

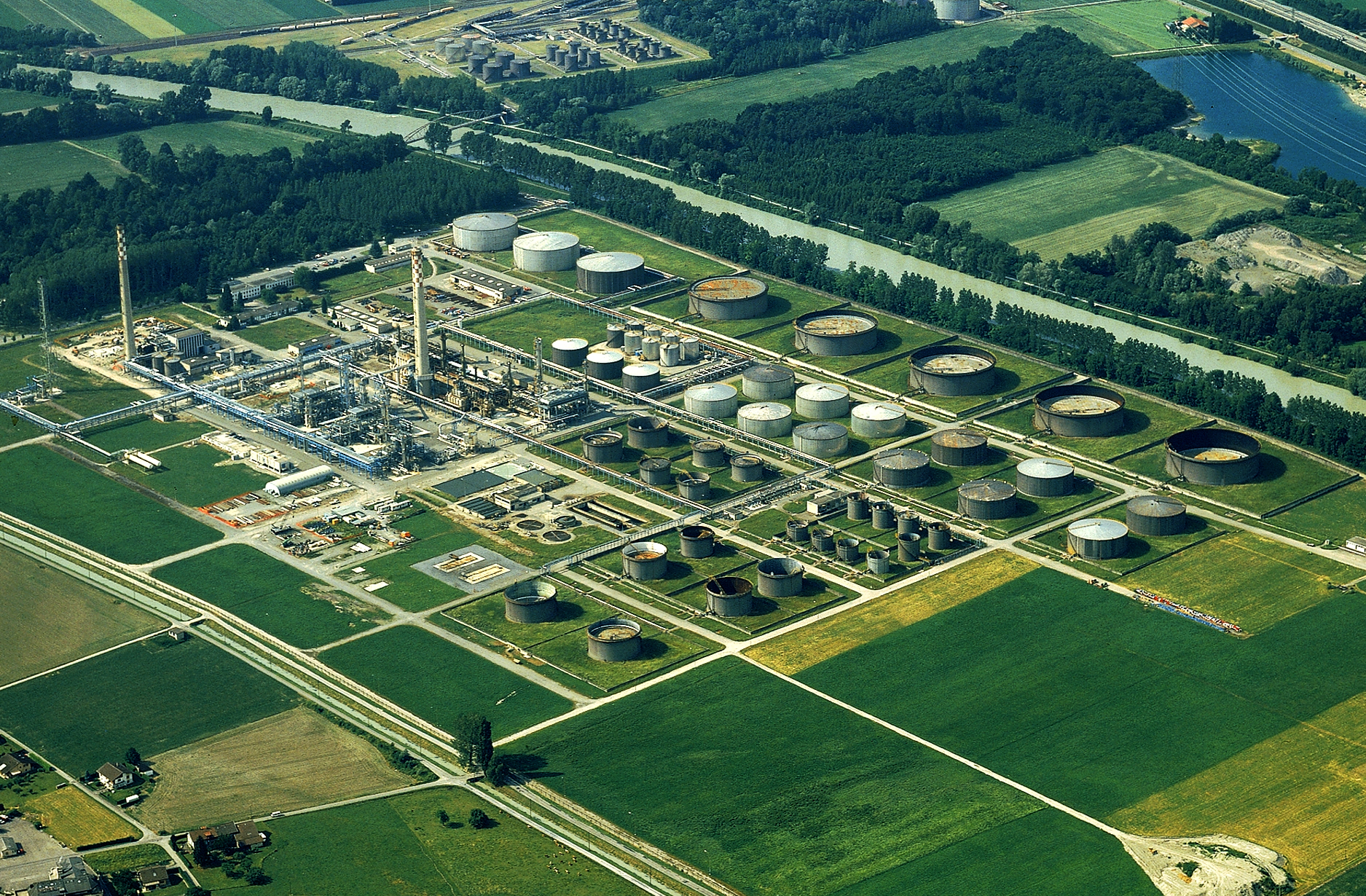
Raffinerie Collombey (1996)

Die Raffinerie de Collombey war eine Erdölraffinerie in der Schweiz. Die Anlage wurde vom italienischen Energiekonzern Eni errichtet, stand von 1963 bis 2015 in Betrieb und befand sich zuletzt im Eigentum der Tamoil. 2021 wurde mit dem Abbruch der Anlage begonnen.
Der Bezug von Rohöl erfolgte vom Hafen von Genua aus durch die Pipeline Oléoduc du Rhône über die Alpen zur Raffinerie im Kanton Wallis. Die Auslieferung der Fertigprodukte erfolgte per Bahn und mit Tankwagen auf der Strasse. Die Kapazität der im Kanton Waadt liegenden Verladestation betrug ungefähr 150 Eisenbahn-Waggons und 200 Tanklastwagen pro Tag.
Die von der Raffinerie gelieferten Produkte umfassten Benzin bleifrei 95 und 98, Kerosin, Dieselkraftstoff, Heizöl extra-leicht, Schweröl sowie Flüssiggas. Ausserdem speiste die Raffinerie ungefähr 22 MW elektrischer Energie in das regionale Stromnetz ein. Das anfallende Schweröl spies das Kraftwerk Chavalon.

## Lage
Die Raffinerie lag südöstlich des Genfersees im Chablais in der Gemeinde Collombey-Muraz (Kanton Wallis), ungefähr 100 Kilometer von Genf entfernt. Links der Rhone befand sich die Verarbeitungs- und Energieerzeugungs-Einheiten und auf der rechten Seite der Verladebahnhof. Die Verarbeitungs- und Energieerzeugungs-Einheiten erstreckten sich über ein 80 Hektar grosses Industrieareal auf dem Gemeindegebiet von Collombey. Eine Pipelinebrücke führte über den Fluss. Die Gruppen von Lagertanks standen auf Flächen beidseits der Rhone.
Der Verladebahnhof war auf einer 50 Hektar grossen Parzelle der Gemeinde Aigle im Kanton Waadt angelegt. Das Anschlussgleis zur Simplon-Bahnlinie und eine Strasse überquerten auf der Brücke Pont des Raffineries den Grand Canal und unterquerten die Autobahn A9 südlich von Aigle. Zwei Zufahrten auf die Autobahn standen in der Nähe zur Verfügung. Im Verladebahnhof befanden sich 8 Ladestationen für LKWs, drei Ladestationen für Eisenbahnwagen und eine Ladestation für Gas. Das Schienennetz der Werkgleise hatte Gleise in der Länge von 8 Kilometern.
Die Gesamtlagerkapazität der Raffinerie und des Verladebahnhofs umfasste 760'000 m3 für 90 Schwimm- und Festdachbehälter, die durch ein Rohrleitungsnetz an zwei Pumpstationen in der Raffinerie und eine Verlade-Pumpstation im Bahnhof angeschlossen waren.

## Produktion
Die Produktion betrug ungefähr 2.7 Millionen Tonnen Erdölprodukte pro Jahr, hergestellt aus Rohölen, die durch eine 340 km lange, die Alpen durch den Grosser-St.-Bernhard-Tunnel durchquerende Pipeline vom Hafen von Genua nach Collombey transportiert wurden.
Die Produktion der Raffinerie entsprach ungefähr 19 Prozent des Schweizer Jahresverbrauchs an Erdölprodukten. Aus der Raffinerie in Collombey gelangten pro Jahr rund 2.2 Millionen Tonnen in den Verkauf. Hiervon waren ca. 14 Prozent für den Schweizer Markt bestimmt und davon allein 10 Prozent für den Dieselmarkt.

## Geschichte

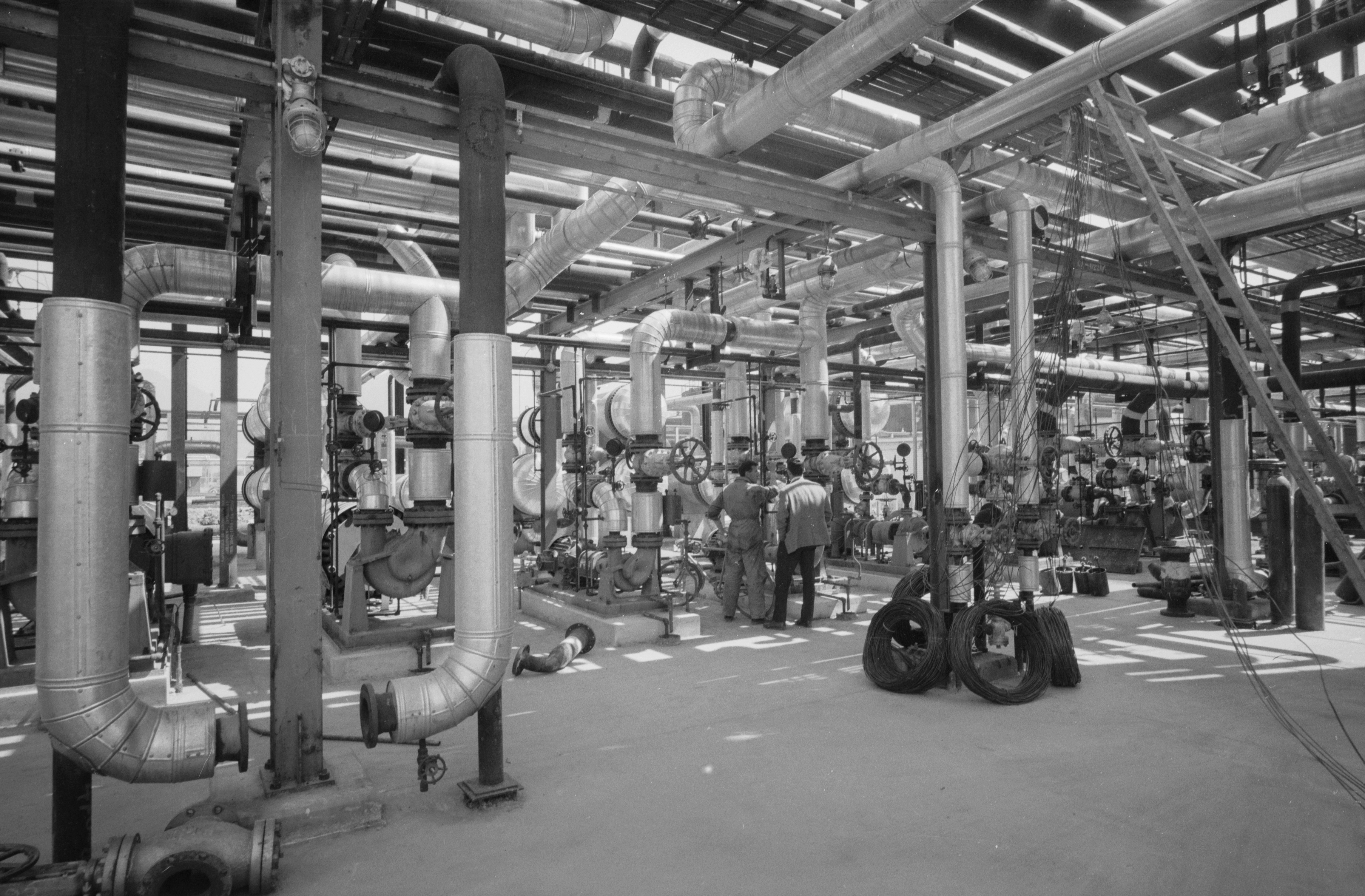
Die Raffinerie Collombey im Bau, 1963

Im Jahre 1990 wurde die Raffinerie durch Tamoil, ein Unternehmen der libysch kontrollierten Oilinvest-Gruppe, übernommen und es wurden nach eigenen Angaben über 700 Millionen Franken investiert, um die Anlagen zu modernisieren.
2004 wurde eine katalytische Krackanlage in Betrieb genommen. Sie gestattet, Vakuumdestillate in hochwertige leichte Produkte wie Benzin und Heizöl (extra leicht) umzuwandeln.
Ende März 2015 stellte die Raffinerie Collombey den Betrieb ein. Verhandlungen mit möglichen Käufern der Anlage führten bis 2018 nicht zu einem Kaufabschluss. Im Mai 2019 wurde mitgeteilt, dass die Raffinerie definitiv geschlossen bleibt und ab 2020 zurückgebaut werden sollte. Die Industrieliegenschaft will Tamoil behalten.
Anfangs August 2021 begannen die Abbrucharbeiten der Raffinerie mit der Demontage des ersten von 54 Öltanks im Tanklager an der Rhone. Der letzte dieser Öltanks wurde im Februar 2023 demontiert. Die Bodensanierung soll voraussichtlich bis 2028 abgeschlossen sein.

## Umweltschutz
Zu Beginn des 21. Jahrhunderts kam es zu technischen Zwischenfällen im Betrieb. Der Kanton Wallis überprüfte die Auswirkungen auf die Umwelt. Zwischen dem 12. und 14. November 2008 flossen aus der Raffinerie 151'000 Liter Benzin in die Rhone und verschmutzten das Grundwasser. Diesbezüglich reichte der Kanton Waadt gegen Tamoil eine Anzeige ein. Die Waadtländer und Walliser Behörden kritisierten bereits seit 2002 die Überalterung der Schutzanlagen.
Als Sicherheitsmassnahmen für die Umwelt wurde eine Mauer um die Raffinerie gezogen, um das Grundwasser zu schützen. Zudem wurden die einzelnen Einheiten mit komplexen automatischen Regelungen ausgerüstet. Zum Schutz der Rhone wurde eine Wasseraufbereitungsanlage gebaut, die mit Hilfe von Bakterien die Verschmutzung im anfallenden Wasser abbauen. Umweltschädliche Abgase wurden, bevor sie in die Atmosphäre gelangen, weitgehend abgetrennt und mittels einer Gasfackel abgebrannt.
In der Nähe der Raffinerie wurde das Grundwasser durch PFAS kontaminiert. Eine Sanierung des stark belasteten Standortes ist vorgesehen.

## Mitarbeiter
Die Raffinerie hatte eine Belegschaft von über 224 Personen. Die Raffinerie war auch eine bedeutende Dienstleistungs- und Materialabnehmerin in der Region und schaffte somit weitere Arbeitsplätze.